# Gudron

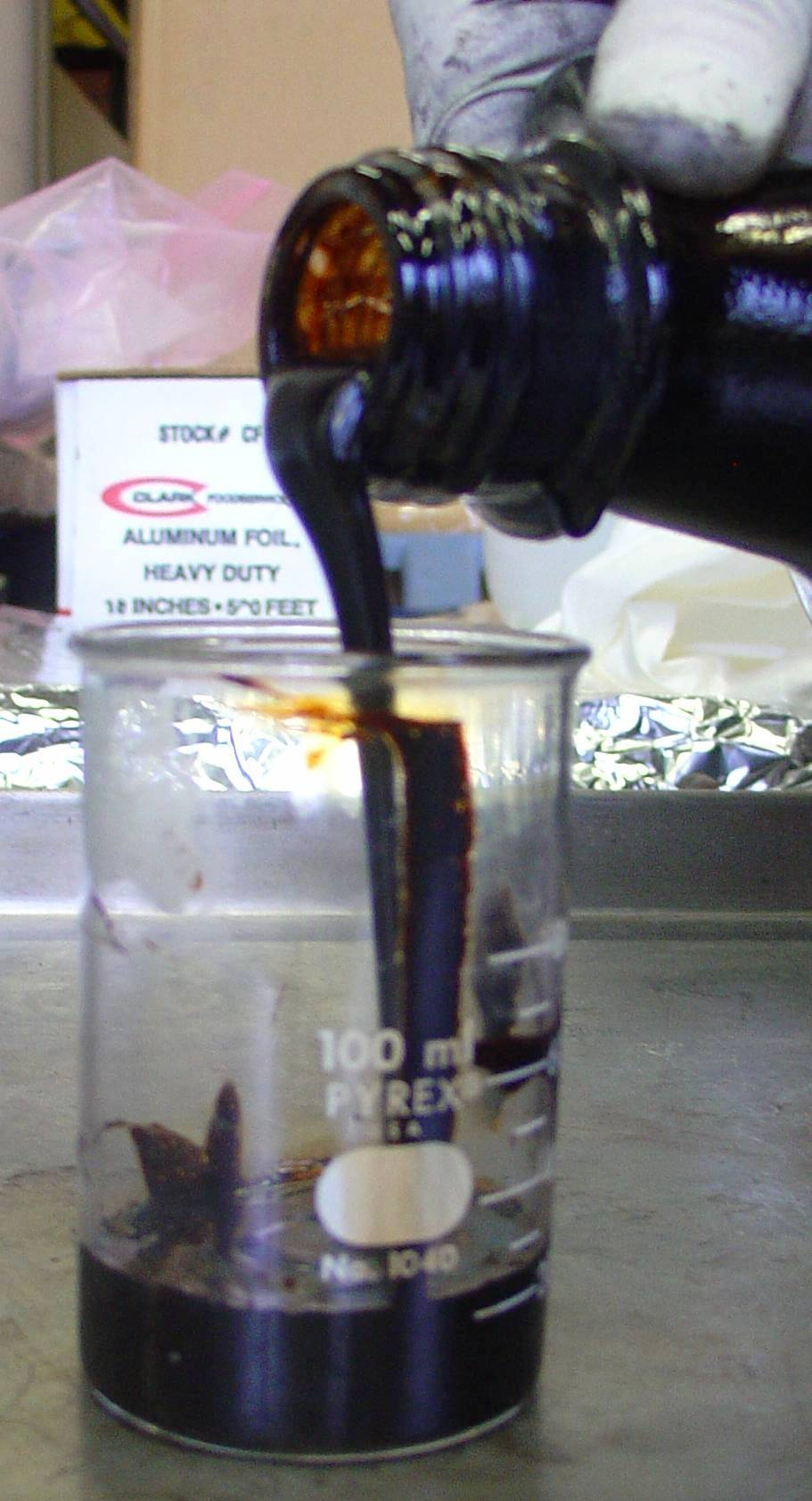
Gudron obţinut din tulpini de porumb

Gudronul (numit și catran) este un amestec de hidrocarburi și carbon, obținut prin distilarea uscată sau piroliză din diverse materiale organice: lemn, cărbune, petrol etc.
Este un lichid vâscos, de culoare neagră sau brună și este utilizat la construcția drumurilor sau în industria chimică pentru obținerea unor substanțe ca: benzen, toluen, naftalină, fenol etc.
Gudroanele acide sunt deșeuri lichide de culoare brună, rezultate din rafinarea uleiurilor și reziduurilor de petrol și acid sulfuric.
Acestea conțin hidrocarburi polimerizate, rășini, asfalt, derivați sulfonici și resturi de acid sulfuric.